# Cabira incerta
Cabira incerta är en ringmaskart som beskrevs av Webster 1879. Cabira incerta ingår i släktet Cabira och familjen Pilargidae. Inga underarter finns listade i Catalogue of Life.